# Ranunculus pleiophyllus
Ranunculus pleiophyllus är en ranunkelväxtart som beskrevs av Dunkel. Ranunculus pleiophyllus ingår i släktet ranunkler, och familjen ranunkelväxter. Inga underarter finns listade i Catalogue of Life.